# Ананичи (Пермский край)
Ананичи — деревня в составе Краснокамского городского округа в Пермском крае России.

## История
Известна с 1782 года. До 2018 года входила в Стряпунинское сельское поселение Краснокамского района. После упразднения обоих муниципальных образований вошла в состав образованного муниципального образования Краснокамского городского округа.

## География
Деревня находится примерно в 10 километрах по прямой на северо-запад от села Стряпунята на дороге Краснокамск-Трубино.
Климат
Климат умеренно континентальный. Наиболее тёплым месяцем является июль, средняя месячная температура которого 17,4—18,2 °C, а самым холодным январь со среднемесячной температурой −15,3…−14,7 °C. Продолжительность безморозного периода 110 дней. Снежный покров удерживается 170—180 дней.

## Транспорт
Конечная остановка автобуса на маршруте Краснокамск-Ананичи.

## Население
Население деревни составило 86 человек в 2002 году, 80 человек в 2010 году.
Национальный состав
Согласно результатам переписи 2002 года, в национальной структуре населения русские составляли 86 %.